# Thomas Grenon
Thomas Grenon, né à Paris le 4 décembre 1963, est un ingénieur français.

## Formation
Thomas Grenon suit des études de mathématiques supérieures et spéciales au lycée Louis le Grand puis rejoint l’École Polytechnique où il passe un an dans l'arme blindée cavalerie comme chef de peloton de chars AMX 30 à Sarrebourg en Allemagne. Il rejoint en 1986 le corps des Mines où il effectue deux ans de stages dans le groupe Saint-Gobain : comme ingénieur à Pont-à-Mousson puis à la direction financière de Certain-Teed à Philadelphie aux États-Unis.

## Carrière

### Secteur public
En 1989, il occupe le poste de responsable du Service nucléaire de la Direction générale de l'Énergie et des matières premières du ministère de l'Industrie, chargé de la tutelle des entreprises et des établissements de ce secteur.
En 1991, il rejoint la direction des relations économiques extérieures du ministère des Finances où il est chargé des relations avec l'ensemble des pays nés de l'éclatement de l'Union soviétique. Il est secrétaire du conseil économique, financier, industriel et commercial franco-russe.
En 1993, il est nommé responsable du financement des entreprises au sein de la Direction du trésor ; exerce la tutelle des institutions financières spécialisées dans le financement des entreprises : Crédit national, CEPME (le Crédit d'Equipement des Petites et Moyennes Entreprises), Sofaris (la Société française de garantie des financements de PME), Sociétés de développement régional. Il participe activement à la restructuration du réseau des Sociétés de Développement Régional, à la mise en place d'un plan en faveur des PME, à la modification de la loi sur les faillites afin de renforcer la garantie des prêteurs.
Entre 1995 et 1997, il est conseiller au cabinet de Philippe Douste-Blazy, Ministre de la culture, où il est chargé du budget mais aussi des relations sociales, des grands travaux, des nouvelles technologies et de l'international. Il suit les chantiers de la Bibliothèque nationale de France et du Grand Louvre, la rénovation du Centre Pompidou, mais aussi la recapitalisation et la restructuration de la Société française de production.
Il exerce la fonction de directeur général de la Cité des sciences et de l'industrie entre 2003 et 2005. Sous la présidence de Jean-François Hébert, il veille au renouvellement de l'offre, notamment la galerie des enfants, au resserrement des liens avec la recherche et l’industrie et à la rénovation du bâtiment.
Entre 2005 et 2010, il est administrateur général de la Réunion des Musées Nationaux où il a pour mission le redressement puis le développement de l’établissement public, la redéfinition de ses liens avec ses partenaires et l’ouverture à la concurrence de ses activités commerciales. Ces cinq années d’exercice sont marquées par le gain de l’appel d’offres lancé par le Sénat pour la gestion du Musée du Luxembourg, par le succès de plusieurs expositions (Monet, Picasso et les maîtres ; Cézanne ; Mélancolie ; Marie-Antoinette, etc.) par des ouvertures sans interruption pendant quatre jours et trois nuits, une première en France qui connaissent un énorme succès médiatique et populaire et par un redressement de la situation financière salué par la Cour des Comptes.
En 2010, il est nommé Directeur Général du Muséum national d’histoire naturelle,. L’institution sous sa direction connaît une profonde transformation et rouvre un certain nombre de lieux, fermés depuis plusieurs années : la galerie de Botanique, le Parc zoologique de Paris devenu vétuste (fermé de 2008 à 2014), la galerie de Minéralogie et le Musée de l’Homme.
Depuis mars 2016, Thomas Grenon exerce la fonction de directeur général du Laboratoire national de métrologie et d’essais (LNE), où il y a mené de multiples réformes telles que la filialisation de son activité de certification des dispositifs médicaux, la mise en place d’un accord d’entreprise innovant validé par référendum ou encore le repositionnement des activités du laboratoire sur des domaines porteurs à forte valeur ajoutée, comme l’intelligence artificielle, les nanotechnologies, l’usine du futur, la cyber sécurité, la santé et l’environnement qui ont permis au LNE de redresser sa situation financière et d’obtenir des résultats annuels historiques dès 2017.
6 juillet 2016 : il se voit confier la Présidence du Laboratoire Central de Surveillance de la Qualité de l’Air (LCSQA). Il a pour mission de conduire la stratégie de développement du Laboratoire, de travailler en étroite collaboration avec les pouvoirs publics et de renforcer le rôle actif du LCSQA dans le pilotage des grands projets liés à la surveillance de la qualité de l’air
Le 21 décembre 2017, le conseil d’administration d’Eurolab a élu Thomas Grenon président d’Eurolab France.
Le 13 janvier 2020, Thomas Grenon est élu membre de l’Académie des technologies.

### Secteur privé
De 1997 à 2005, Thomas Grenon se tourne vers le secteur privé. Ainsi de 1997 à 1999, il exerce la fonction de directeur général adjoint de Financière Agache, holding de contrôle de LVMH, où il est chargé du développement et de la restructuration financière du groupe. Il est alors conseiller du président de LVMH et secrétaire du comité exécutif mis en place après la réorganisation de cette société par branche.
En 1999, il rejoint AXA France en tant que secrétaire général et a pour mission la mise en place d’un secrétariat général opérationnel à la suite de la fusion avec l'UAP regroupant l'audit, la communication, le juridique, la qualité et la sûreté.
Enfin, entre 2001 et 2005, il est Directeur d’investissement à la Royal Bank of Scotland qui ouvre alors un bureau à Paris.

## Distinctions

### Décorations
- Officier de l'ordre national du Mérite Il est fait chevalier le 15 novembre 2004[14], puis est promu officier le 30 novembre 2019[15].
- Chevalier de la Légion d'honneur Il est fait chevalier le 30 décembre 2011[16].